# Shōta Aoi
Shōta Aoi (蒼井 翔太 Aoi Shōta?,  Prefectura de Fukui, Japón, 11 de agosto de 1987), previamente conocido como Showta, es un cantante, compositor, seiyū y actor japonés. Su nombre real es Shōta Yanagawa (柳川 翔太 Yanagawa Shōta?). Como seiyū, Aoi es representado por S Inc., mientras que como cantante lo es por King Records. Su debut como cantante se produjo en 2006 con el sencillo Negaiboshi. En enero de 2013, lanzó su primer miniálbum, Blue Bird. Aoi ha lanzado una serie de álbumes en los años siguientes; Eve (2008), el cual se posicionó en el puesto número 115 de la lista de Oricon, Unlimited (2015), número siete en Oricon, y S (2016), que se posicionó en el puesto número cuatro, siendo este su álbum más popular hasta la fecha. Un álbum recopilatorio titulado Showta. Best fue lazando el 6 de julio de 2016.
Su carrera como seiyū comenzó en 2011 con un rol secundario en el anime Kimi to Boku, serie para la cual también interpretó varios temas. Algunos de sus papeles más destacados incluyen en de Ai Mikaze en Uta no Prince-sama, Daiki Tomii en Shōnen Hollywood, Hideaki Tōjō en Daiya no Ace, Tōya Natsunagi en Prince of Stride y más recientemente Licht von Grannzreich en Ōshitsu Kyōshi Haine.
Aoi es conocido por usar vestuarios extravagantes y andróginos en la mayoría de sus vídeos y presentaciones en vivo, además de lucir una apariencia ambigua que complementa su vestuario.

## Primeros años
Aoi, cuyo verdadero nombre es Shōta Yanagawa, nació el 11 de agosto de 1987 en Fukui, Japón. Su familia se compone de sus padres y una hermana diez años mayor. Durante su infancia fue víctima de acoso escolar debido a su "voz femenina"; el acoso se produjo a tal punto de llegar a odiar su propia voz y saltearse clases. No fue sino hasta su adolescencia cuando Aoi comenzó a cantar karaoke y se dio cuenta de sus habilidades en el canto, además de recibir las alabanzas de sus amigos. Aoi ha citado a Kumi Kōda y Chihiro Yonekura como sus mayores influencias musicales.
Antes de su debut como artista profesional, jugó tenis desde la escuela primaria a la secundaria, siendo galardonado con numerosos trofeos. En 2004, Aoi se propuso a participar en un festival de verano local, pero este fue cancelado debido a fuertes lluvias. Ese mismo año, compitió en el Teens' Music Festival de Yamaha y ganó el Grand Prix en el torneo provincial junto con un lugar en la final de la competición. En la final compitió junto a Ataru Nakamura.

## Carrera

### ComoShowta
En 2005, Aoi firmó un contrato con la discográfica King Records y debutó bajo el nombre artístico de "Showta" con su sencillo Negaiboshi, lanzado el 26 de julio de 2006. En 2008, debutaría como actor musical en la adaptación a obra de teatro del manga Fruits Basket, donde interpretó a Saki Hanajima.
En 2009, Aoi decidió continuar con su carrera como cantante y comenzar una nueva como seiyū simultáneamente. Sin embargo, su compañía no estaba dispuesta a representarle también como seiyū puesto que aún no era un artista experimentado, por lo que el 14 de enero de 2010, Aoi decidió no renovar su contrato con King Records.
En 2016, se anunció que King Records volvería a patrocinar a Aoi. El 6 de julio, fue lanzado un álbum recopilatorio titulado Showta. Best, el cual incluye cinco videoclips de su carrera como Showta, siendo este su primer álbum luego de su regreso a King Records.

### Como Shōta Aoi
Tras su salida de King Records, Aoi trabajó durante dos años como artista independiente. En 2010, comenzó una carrera como cantante indie bajo el nombre de Noboru Ryugaki (柳ヶ木 昇). En 2011, tomó el nombre artístico de Shōta Aoi y bajo el auspicio de S Inc. debutó como seiyū dando voz a un personaje menor en el juego Black Robinia. En octubre de ese mismo año, interpretó a Ryūnosuke Matsushita en el anime Kimi to Boku, para el cual también cantó las canciones Sora, Tomorrow y Over.
En 2012, ganó popularidad como seiyū luego de interpretar el papel de Ai Mikaze en Uta no Prince-sama, franquicia para la que también cantó varias canciones para el juego y la banda sonora de su adaptación a serie de anime. En 2013, lanzó el miniálbum Blue Bird en la discográfica B-Green de Broccoli, y en enero de 2014, lanzó su primer sencillo, "Virginal", que se posicionó en el puesto número 8 de la lista semanal de Oricon. Aoi también forma parte de la unidad musical "Quartet Night" de Uta no Prince-sama junto a Showtaro Morikubo, Tomoaki Maeno y Tatsuhisa Suzuki.
En 2014, Aoi interpretó a Sakuya Shiomi en la adaptación teatral de Shin Megami Tensei: Persona 3. En 2016, decidió no renovar su contrato con Broccoli y regresó a King Records para continuar con su carrera como cantante. Aoi terminó su contrato con Broccoli en un concierto realizado el 13 de marzo. En 2015, Aoi interpretó una versión masculina de la princesa Kaguya en el musical Prince Kaguya, mientras que al año siguiente interpretó a la sirena Marina en otro musical, The Smile Mermaid. Este musical le llevó al foco de atención por parte de la crítica, a pesar de no ser la primera vez de Aoi interpretando un rol femenino. En 2017, Aoi una vez más tuvo la oportunidad de contribuir con su nuevo sencillo, "flower", a un espectáculo de variedades llamado King Brunch, habiendo pasado siete años desde su última contribución en una producción no relacionada con el mundo del anime. 
El 9 de mayo de 2018, Aoi lanzó un nuevo sencillo, Eclipse, el cual fue usado como tema de apertura para la serie de anime Devils' Line.

## Vida personal
Aoi ha revelado que padece de acuafobia, una aflicción que se originó tras casi ahogarse cuando era niño. Ha comentado que a pesar de no ser muy severa, entra en pánico si algo de agua le es salpicada en el rostro.

## Discografía

### Álbumes (como Showta)
| Año  | Título       | Lanzamiento                       | Lista de canciones |
| ---- | ------------ | --------------------------------- | --- |
| 2008 | Eve          | 5 de marzo de 2008 (King Records) | 1. Negaiboshi 2. Gozen Niji no Angel 3. Haru na no ni 4. Tameiki Button 5. Watashi no Haru ga Hajimaru 6. Yubikiri 7. Ichikōnen 8. Sausage 9. Trans-winter: Fuyu no Mukōgawa 10. Kimi ni, Kaze ga Fukimasu Yō ni 11. Hitoshizuku 12. Kokuhaku 13. Negaiboshi (versión de invierno)                         |
| 2016 | Showta. Best | 6 de julio de 2016 (King Records) | 1. Negaiboshi 2. Hotaru 3. Trans-winter: Fuyu no Mukōgawa 4. Yuki no Oto 5. Hitoshizuku 6. Reality 7. Kimi ni, Kaze ga Fukimasu Yō ni 8. Harunanoni 9. Samidare no Uta 10. Gozen 2-ji no Angel 11. Tameiki botan 12. Watashi no haru ga hajimaru 13. Yubikiri 14. Sausage 15. Hikari no gen-chan 16. Ekubo |

### Álbumes (como Shōta Aoi)
| Año  | Título    | Lanzamiento                    | Lista de canciones |
| ---- | --------- | ------------------------------ | --- |
| 2015 | Unlimited | 22 de abril de 2015 (Broccoli) | 1. Unlimited 2. Virginal 3. Himitsu no Kuchizuke 4. Sora wa Tomei na Chikai 5. Setsuna Drop 6. Spilt Memories 7. Heaven! 8. Touch tsu Take Toriko 9. True Hearts 10. No Weak - Yes Weak 11. Tenshi no Inori 12. Melodia |
| 2016 | S         | 18 de mayo de 2016 (Broccoli)  | 1. Blue Bird 2. Virginal 3. True Hearts 4. Murasaki 5. Brilliant Moon～Tsuki Kagerou～ 6. Zessei Stargate 7. Start! 8. Kimi no Kotoba 9. Kimi no Kotoba (Ballad Ver.)                                                   |

### Miniálbumes (como Shōta Aoi)
| Año  | Título    | Lanzamiento                    | Lista de canciones                                                                        |
| ---- | --------- | ------------------------------ | ----------------------------------------------------------------------------------------- |
| 2013 | Blue Bird | 15 de enero de 2013 (Broccoli) | 1. Blue Bird 2. Gekka no Hana 3. Ai no Sasameki Goto 4. Shot a Love! 5. Kimi no Tonari de |

## Filmografía

### Anime
| Año  | Título                                                                                               | Papel                 |
| ---- | --- | --------------------- |
| 2011 | Kimi to Boku                                                                                         | Ryūnosuke Matsushita  |
| 2012 | Kimi to Boku 2                                                                                       | Ryūnosuke Matsushita  |
| 2013 | Uta no Prince-sama Maji Love 2000%                                                                   | Ai Mikaze             |
| 2014 | Shōnen Hollywood: Holly Stage for 49                                                                 | Daiki Tomii           |
| 2014 | Shingeki no Bahamut: Genesis                                                                         | Michael               |
| 2015 | Transformers: Convoy no Nazo                                                                         | Cliff                 |
| 2015 | Shōnen Hollywood: Holly Stage for 50                                                                 | Daiki Tomii           |
| 2015 | Daiya no Ace                                                                                         | Hideaki Tōjō          |
| 2015 | Uta no Prince-sama Maji Love Revolutions                                                             | Ai Mikaze             |
| 2015 | Daiya no Ace 2                                                                                       | Hideaki Tōjō          |
| 2015 | Hokuto no Ken: Ichigo Aji                                                                            | Rin                   |
| 2016 | Phantasy Star Online 2                                                                               | Itsuki Tachibana      |
| 2016 | Prince of Stride: Alternative                                                                        | Tōya Natsunagi        |
| 2016 | Future Card Buddyfight DDD                                                                           | Gaito Kurouzu         |
| 2016 | Hatsukoi Monster                                                                                     | Renren                |
| 2016 | Tsukiuta.                                                                                            | Rui Minaduki          |
| 2016 | Handa Kun                                                                                            | Sōsuke Kojika         |
| 2016 | Uta no Prince-sama Maji LOVE Legend Star                                                             | Ai Mikaze             |
| 2016 | Magic★Kyun! Renaissance                                                                              | Tsukushi Monet        |
| 2016 | Watashi ga Motete Dōsunda                                                                            | Akane                 |
| 2017 | Marginal#4: Kiss kara Tsukuru Big Bang                                                               | Tsubasa Shindou       |
| 2017 | Kenka Banchō Otome: Girl Beats Boys                                                                  | Takayuki Konparu      |
| 2017 | Chiruran: Nibun no Ichi                                                                              | Sanosuke Harada       |
| 2017 | Future Card Buddyfight X                                                                             | Gaito Kurouzu         |
| 2017 | Ōshitsu Kyōshi Haine                                                                                 | Licht von Glanzreich  |
| 2017 | Senki Zesshō Symphogear                                                                              | Cagliostro            |
| 2017 | Dive!!                                                                                               | Toshihiko Tsuji       |
| 2017 | Dynamic Chord                                                                                        | Narumi Amagi          |
| 2018 | 3D Kanojo                                                                                            | Yūto Itou             |
| 2018 | Pop Team Epic                                                                                        | Él mismo              |
| 2018 | Devils' Line                                                                                         | Kenichi Yoshii        |
| 2018 | Caligula                                                                                             | Kagi-P/Kensuke Hibiki |
| 2020 | Princess Connect! Re:Dive                                                                            | Kaiser Insight        |
| 2020 | Otome Game no Hametsu Flag Shika Nai Akuyaku Reijō ni Tensei Shiteshimatta...                        | Gerald Stuart         |
| 2021 | Visual Prison                                                                                        | Hyde Jayer            |
| 2021 | Otome Game no Hametsu Flag Shika Nai Akuyaku Reijō ni Tensei Shiteshimatta...                        | Gerald Stuart         |
| 2022 | Kuro no Shōkanshi                                                                                    | Clive Tellase         |
| 2022 | Detective Conan: The Culprit Hanzawa                                                                 | Makoto Hanzawa        |
| 2024 | Dekisokonai to Yobareta Moto Eiyū wa, Jikka kara Tsuihōsareta node Suki Katte ni Ikiru Koto ni Shita | Allen                 |

### OVAs
| Año  | Título                            | Papel        |
| ---- | --------------------------------- | ------------ |
| 2014 | Kono Danshi, Sekka ni Nayandemasu | Ayumu Tamari |

### Películas animadas
| Año  | Título                             | Papel        |
| ---- | ---------------------------------- | ------------ |
| 2016 | King of Prism by Pretty Rhythm     | Rui Kisaragi |
| 2017 | King of Prism -PRIDE the HERO-     | Rui Kisaragi |
| 2021 | Bishōjo Senshi Sailor Moon Eternal | Ojo de Pez   |

### Videojuegos
| Año           | Título                                                                               | Papel             |
| ------------- | ------------------------------------------------------------------------------------ | ----------------- |
| 2013-presente | Uta no Prince-sama series                                                            | Ai Mikaze         |
| 2014          | Granblue Fantasy                                                                     | Elta              |
| 2014          | Sky・lore                                                                            | Travelling Prince |
| 2014          | Voice Meets Girl 〜Luck of Cinderella〜                                              | Shōta Kiriya      |
| 2015          | Cafe Cuillere                                                                        | Minato Sakuma     |
| 2015          | Kobayashi ga kawaii sugite tsurai! ! Gēmu demo kyun moe Max ga tomaranaitsu (*´ェ`*) | Chinaga Uesugi    |
| 2015          | Thousand Memories                                                                    | Lizard y Dennis   |
| 2015          | Taishō × taishō Arisu                                                                | Show White        |
| 2015          | Ninmu suikō                                                                          | Shō Tsuzuki       |
| 2015          | Prince of Stride                                                                     | Tōya Natsunagi    |
| 2015          | Yume ōkoku to nemureru 100-ri no ōji-sama                                            | Sai y Michiru     |
| Band Yarouze! | Asahi Ohtori                                                                         |                   |
| 2016          | Magic★Kyun! Renaissance                                                              | Tsukushi Monet    |
| 2018          | Princess Connect! Re:Dive                                                            | Kaiser Insight    |

### Teatro
| Año  | Título                                               | Papel                |
| ---- | ---------------------------------------------------- | -------------------- |
| 2009 | Fruits Basket                                        | Saki Hanajima        |
| 2009 | Papa, I love you                                     | Enfermero            |
| 2010 | Shibuya x Akiba                                      | Takashi              |
| 2010 | Moon War... Tsuki ga kiiro ka, shiro, kuro ka..      | Atra                 |
| 2013 | Yabu no Naka                                         | Mujer sospechosa     |
| 2013 | Yohana Bokura                                        | Atsuo                |
| 2013 | K no Shōten: Aruiwa K no Dekishi                     | Boku                 |
| 2014 | Persona 3: The Weird Masquerade ~Ao no Kakusei~      | Sakuya Shiomi        |
| 2014 | Shunpu Gaiden                                        | Momoyako             |
| 2014 | Persona 3: The Weird Masquerade ~Gunjō no Meikyū~    | Sakuya Shiomi        |
| 2014 | Valkyrie: Story from Rhine Gold                      | Ask Embra            |
| 2014 | Phantasy Star Online 2: On Stage                     | Takuya               |
| 2015 | Shunpu Gaiden                                        | Momoyako             |
| 2015 | Persona 3: The Weird Masquerade ~Sōen no Kesshō~     | Sakuya Shiomi        |
| 2015 | Prince Kaguya                                        | Aoi y Kaguya         |
| 2016 | Retsu! Bakafuki                                      | Invitado             |
| 2016 | Relic〜tale of the last ninja〜                      | Shōji Jinnai         |
| 2016 | The Smile Mermaid                                    | Marina               |
| 2017 | Persona 3: The Weird Masquerade: Pledge of Indigo    | Sakuya Shiomi        |
| 2017 | Persona 3: The Weird Masquerade: Beyond the Blue Sky | Sakuya Shiomi        |
| 2017 | Le Petit Prince                                      | El príncipe          |
| 2017 | Ōshitsu Kyōshi Haine                                 | Licht von Glanzreich |

### Show de variedades
| Año             | Cadena          | Título                                 | Notas                                               |
| --------------- | --------------- | -------------------------------------- | --------------------------------------------------- |
| 2014-2016       | TVS             | Motefuku                               | Miembro                                             |
| 2014            | TV Tokyo        | The Karaoke Battle                     | Invitado; 17 de septiembre & 19 de noviembre        |
| 2014            | NTV             | Soreyuke! Game Panther!!               | Invitado; ep. 80                                    |
| 2014            | TV Tokyo        | Animemashite                           | Invitado; 13 y 20 de mayo                           |
| 2014 - presente | Animate channel | Animate Ongakan                        | Anfitrión                                           |
| 2015 - presente | Nico Live       | Night also Aoi Shouta                  | Anfitrión                                           |
| 2015            | Nico Live       | Banpresto Lab                          | Invitado; ep. 9                                     |
| 2015            | Youtube         | Shouta Aoi Aozora sunshine with Joymax | Anfitrión                                           |
| 2016            | NHK             | Naomi Room                             | Invitado                                            |
| 2016            | Fuji TV         | Sweet den of premiere                  | Invitado; 19 de octubre                             |
| 2016            | Tokyo MX        | Lisani TV                              | Invitado; 22 de octubre                             |
| 2017            | Tokyo MX        | Lisani TV                              | Invitado; 2 de abril                                |
| 2017            | NTV             | Zoom in! Saturday                      | Invitado; 18 de febrero                             |
| 2017            | Animax          | Koetabi                                | Artista invitado de mayo junto con Daisuke Namikawa |
| 2017            | Tokyo MX        | Uesaka Sumire no yabai marumaru        | Invitado; 27 de mayo                                |
| 2017            | Tokyo MX        | Oreiya                                 | Invitado; 4 de octubre                              |
| 2017            | TBS Television  | Shouta Aoi Special Fans voice          | Invitado; 3 de octubre & 24 de diciembre            |
| 2017            | NTV             | Sukkiri!!                              | Invitado; 27 de octubre                             |
| 2017            | NHK             | Naomi Room                             | Invitado; 19 de noviembre de                        |
| 2017 - Now      | Fuji TV         | Otawamure                              | MC                                                  |

### Series de televisión
| Año  | Título      | Papel          |
| ---- | ----------- | -------------- |
| 2019 | Real - Fake | Akane Kaburagi |